# Torymus cecidomyae
Torymus cecidomyae is een vliesvleugelig insect uit de familie Torymidae. De wetenschappelijke naam is voor het eerst geldig gepubliceerd in 1844 door Walker.